# Giải bóng đá vô địch quốc gia Quần đảo Cook 1992
Giải bóng đá vô địch quốc gia Quần đảo Cook 1992 là mùa giải thứ 19 được ghi nhận của giải đấu bóng đá cao nhất ở Quần đảo Cook, với việc không rõ kết quả ở các mùa giải từ 1951 đến 1969, mùa giải 1986 và cả 1988–1990. Tupapa Maraerenga giành chức vô địch đầu tiên được ghi nhận, mặc dù một số nguồn cho rằng chức vô địch thuộc về Takuvaine, đội đã có chức vô địch đầu tiên.